# 埃尔博
埃尔博（法語：Herbault，法語發音：[ɛʁbo]）是法国卢瓦-谢尔省的一个市镇，属于布卢瓦区。

## 地理
埃尔博（47°36'17"N, 1°8'19"E）面积13.01 平方千米，位于法国中央-卢瓦尔河谷大区卢瓦-谢尔省，该省份为法国中北部省份，北起厄尔-卢瓦省，东北接卢瓦雷省，东南接谢尔省，南至安德尔省，西南接安德尔-卢瓦尔省，西北接萨尔特省。
与埃尔博接壤的市镇（或旧市镇、城区）包括：弗朗赛、朗德勒戈卢瓦、圣吕班-昂韦尔戈努瓦、桑特奈、瓦朗锡斯。

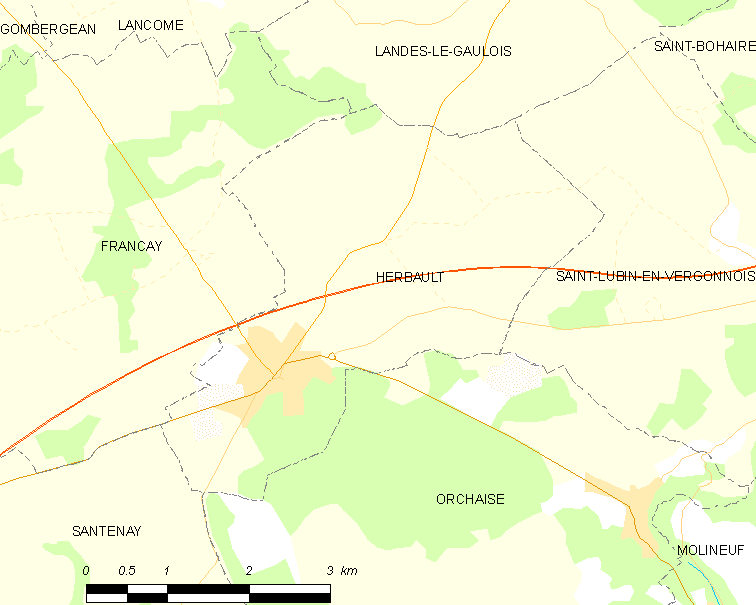
埃尔博的OSM定位图

埃尔博的时区为UTC+01:00、UTC+02:00（夏令时）。

## 行政
埃尔博的邮政编码为41190，INSEE市镇编码为41101。

## 政治
埃尔博所属的省级选区为卢瓦尔河畔沃赞县。

## 人口

1962-2008年间埃尔博人口变化图示

埃尔博于2022年1月1日时的人口数量为1139人。